# Bernardo da Venezia

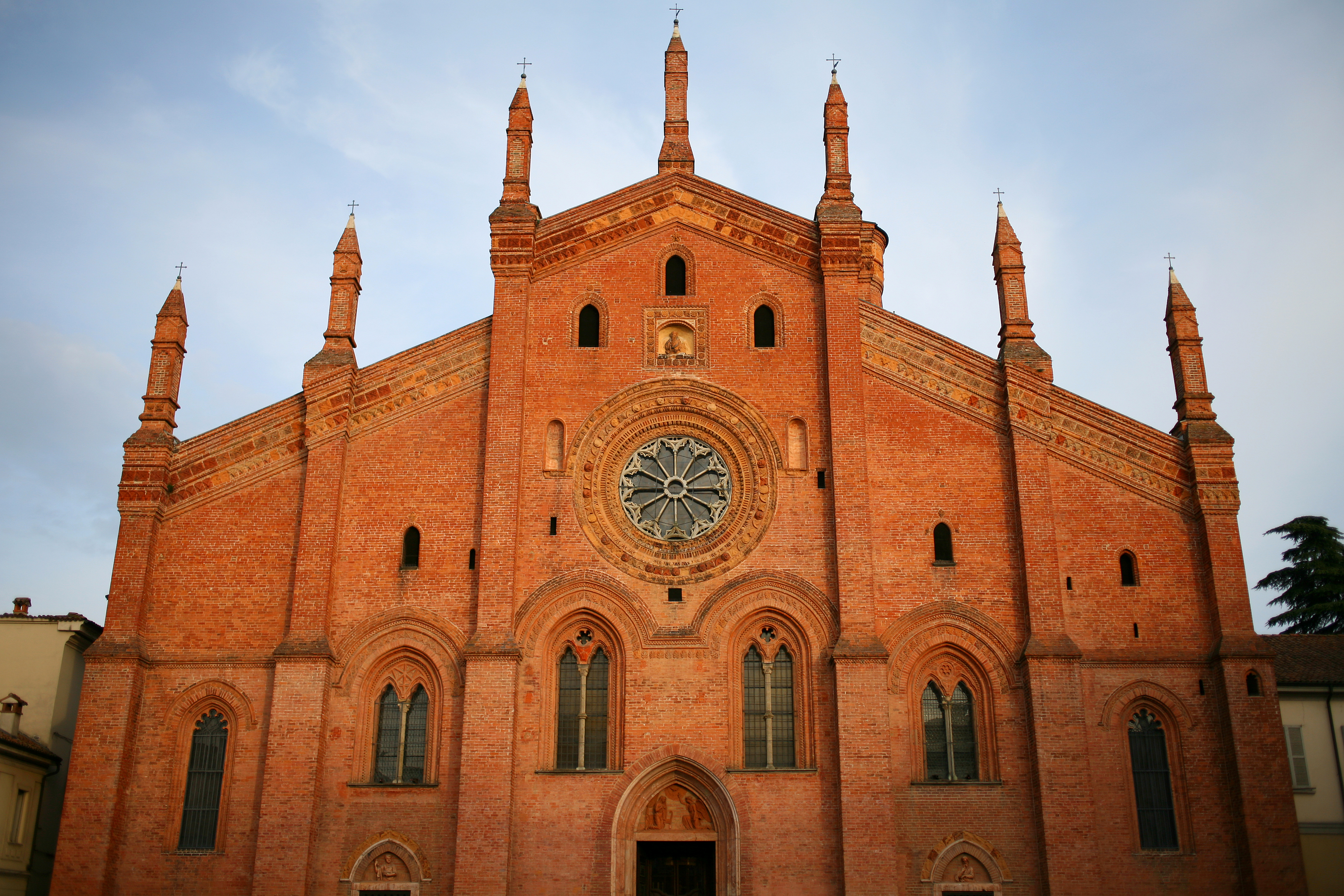
Santa Maria del Carmine

Bernardo da Venezia (...) est un architecte et sculpteur italien de la Renaissance. Actif en Lombardie comme architecte, tailleur de pierre et sculpteur sur bois, à la fin du XIVe et au début du XVe siècle. Il est chargé par Jean Galéas Visconti de construire le château de Pavie.

## Biographie
Malgré son appellation « de Venezia », il n'existe aucune preuve d'une quelconque activité à Venise. Il est mentionné pour la première fois à Pavie dans des documents du 8 octobre 1391, au service du duc Gian Galeazzo Visconti, et que la  Fabbriceria del Duomo di Milano le sollicite. Cela prouve qu'il avait une certaine renommée et qu'il était déjà occupé depuis quelque temps à des travaux importants. Bien qu'il n'existe pas de documents plus précis, il  construisait alors probablement le château de Pavie, où il y a  quelques similitudes avec l'architecture gothique de Venise, notamment dans la loggia à quatre arches et les arcs trilobés de la cour intérieure, avec des décorations en terre cuite et des ajourages. Il a également participé à d'autres travaux importants à Pavie dont la construction de l'église Santa Maria del Carmine, probablement commencée vers 1390, poursuivie jusqu'en 1397 (interrompue) et celle de la chartreuse de Pavie.